# Жак (Салаж)
Жак (рум. Jac) насеље је у Румунији у округу Салаж у општини Креака. Oпштина се налази на надморској висини од 242 m.

## Историја
Према државном шематизму православног клира Угарске 1846. године у месту Zsakfalva живело је 100 православних породица. Православни парох је био тада поп Василије Поповић.

## Становништво
Према подацима из 2002. године у насељу је живело 770 становника, од којих су сви румунске националности.